# 9062 Ohnishi
A 9062 Ohnishi (ideiglenes jelöléssel 1992 WO5) a Naprendszer kisbolygóövében található aszteroida. Tsutomu Seki fedezte fel 1992. november 27-én.